# 1895 (мультфильм)
«1895» — эстонско-финнско-английский короткометражный мультфильм, созданный режиссёрами Янно Пылдма и Прийтом Пярном к 100-летней годовщине кинематографа.
Премьерный показ мультфильма состоялся 6 мая 1995 года в Хельсинки и 12 мая того же года в Таллине. Телевизионная премьера состоялась 28 декабря 1995 года на телеканале «ETV».

## Сюжет
В мультфильме рассказываются неизвестные факты и события из биографии братьев Люмьер, которые смогли стать известными как изобретатели кинематографа.

## Создатели
- Режиссёры: Прийт Пярн, Янно Пылдма
- Сценарист: Прийт Пярн
- Художник-постановщик: Прийт Пярн
- Художники: Прийт Тендер, Криста Лепланд, Мильярд Килк
- Аниматоры: Рийна Кютт, Майги Тросс, Юлле Метсур, Марье Але, Трийн Сарапик, Эвелин Теммин, Эда Кург, Тармо Ваарметс, Майлис Салвет
- Оператор: Юлле Лаанеметс, Янно Пылдмаа, Рут-Хелен Каасик
- Продюсеры: Калев Тамм, Юха Ваккури, Юри Шкубель, Ээва-Каиса Нойонен, Линда Саде
- Композитор: Олав Эхала
- Звукорежиссёр: Яак Эллинг
- Монтажёр: Керсти Мийлен

## Награды
- 1995 — Эстонский культурный фонд: Премия Йоханнеса Пяэсукеса (Янно Пылдма, Прийт Пярн)
- 1995 — Эстонская государственная премия в области культуры
- 1995 — Ежегодная премия Эстонской ассоциации киножурналистов
- 1995 — Международный фестиваль анимационных фильмов в Эшпинью: Приз жюри в категории C
- 1995 — Международный фестиваль анимационного кино в Украине: Премия критиков
- 1995 — Международный кинофестиваль в Оденсе: 3-я премия молодого жюри
- 1996 — Международный анимационный фестиваль в Оттаве: Награда «За лучший дизайн»
- 1996 — Фестиваль анимации в Осло: Лучший фильм
- 1996 — Рижский международный кинофестиваль: Приз «Волшебный кристал»
- 1996 — Всемирный фестиваль анимационных фильмов в Загребе: Гран-при, Премия критиков
- 1996 — Балтийский фестиваль кино и телевидения в Борнхольме: Специальный приз жюри
- 1997 — День эстонского кино в Пярну: Гран-при
- 1997 — Сеульский международный фестиваль мультфильмов и анимации: Приз «За лучший фильм в общей категории»

## Фестивали
- 2004 — Мельбурнский международный анимационный фестиваль: Ретроспектива эстонских фильмов
- 2004 — Международный фестиваль анимационных фильмов в Турку
- 2004 — Штутгартский фестиваль анимационного кино: Специальная программа
- 2006 — Международный Лейпцигский фестиваль документального и анимационного кино
- 2007 — Кинофестиваль «Новая Европа» в Эдинбурге
- 2011 — Международный анимационный фестиваль Бразилии: Ретроспектива
- 2013 — Международный студенческий фестиваль короткометражных фильмов в Дублине
- 2014 — Всемирный фестиваль анимационных фильмов в Загребе
- 2014 — Международный кинофестиваль в Валенсии

## Издания
Мультфильм переиздавался на DVD в Эстонии 20 декабря 2007 года и во Франции в декабре 2013 года (в сборнике «Priit Pärn - Integral 1977-2010»).